# Gas de Knudsen

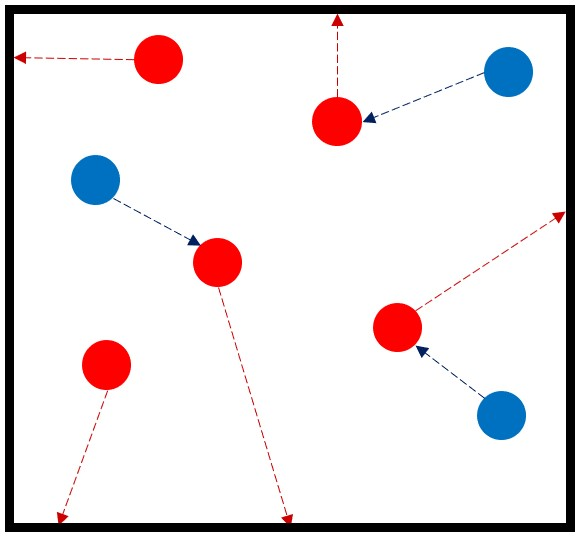
Gas de Knudsen. Hay más colisiones entre las moléculas de gas y las paredes del recipiente (mostradas en rojo) que entre moléculas de gas (mostradas en azul).

Un gas de Knudsen es un gas en un estado de baja densidad tal que el camino libre medio de las moléculas es mayor que el diámetro del recipiente que lo contiene. El régimen dinámico molecular está dominado entonces por las colisiones de las moléculas de gas con las paredes del recipiente en lugar de con otras moléculas.
Un flujo de gas a través de una tubería se llama flujo Knudsen cuando se puede expresar como la diferencia de dos flujos independientes, que entran en el tubo a través de sus diferentes fines.

## Ecuación de Knudsen
En fluidodinámica, la ecuación de Knudsen es utilizada para describir como un gas fluye a través de un tubo en flujo molecular libre. Cuando el camino libre medio de las moléculas en el gas es más grande o igual al diámetro del tubo, las moléculas interaccionarán más a menudo con las paredes del tubo que con otras moléculas. Para dimensiones de tubos típicos, esto ocurre sólo en alto o ultra alto vacío.
La ecuación estuvo desarrollada por Martin Hans Christian Knudsen (1871–1949), un físico danés quién enseñó y dirigió investigaciones en la Danmarks Tekniske Universitet (Universidad Técnica de Dinamarca).

### Tubo cilíndrico
Para un tubo cilíndrico, la ecuación de Knudsen es:
{\displaystyle q={\frac {1}{6}}{\sqrt {2\pi }}\Delta P{\frac {d^{3}}{l{\sqrt {\rho _{1}}}}},}
donde:
| Cantidad | Descripción                                                              |
| -------- | ------------------------------------------------------------------------ |
| q        | Índice de flujo del volumen en presión unitaria (volumen×presión/tiempo) |
| ΔP       | caída de presión desde el principio del tubo hasta el final              |
| d        | Diámetro del tubo                                                        |
| l        | Longitud del tubo                                                        |
| ρ1       | relación de la densidad y la presión                                     |

Para nitrógeno (o aire) a temperatura ambiente, la conductividad C (en litros por segundo) de un tubo puede ser calculado de esta ecuación:

{\displaystyle {\frac {C}{\mathrm {L} /\mathrm {s} }}\approx 12\,{\frac {d^{3}/\mathrm {cm} ^{3}}{l/\mathrm {cm} }}}

## Flujo de Knudsen
El flujo de Knudsen describe el movimiento de fluidos con un alto número de Knudsen, que es, cuando la longitud característica del fluido es menor o de igual magnitud de orden que el camino libre medio.

### Proceso de separación usando un flujo de Knudsen
Para un gas pasando a través de pequeños agujeros en un pared delgada en el régimen de un fluido de Knudsen, el número de moléculas que pasan a través del agujero es proporcional a la presión del gas e inversamente proporcional a su peso molecular. Por lo tanto es posible afectar la separación de una mezcla de gases si los componentes tienen diferentes pesos moleculares.
La técnica es utilizada en la separación isotópica de mezclas, así como técnica para la separación de hidrógeno a partir de una mezcla en los diferentes procesos para la producción de hidrógeno.